# T. Sventon och fallet Isabella
T. Sventon och fallet Isabella är en svensk långfilm från 1991, i regi av Torbjörn Ehrnvall. Filmen är baserad på boken Ture Sventon och Isabella från 1955, en ungdomsdeckare av Åke Holmberg. I filmen medverkar samma skådespelare som i julkalendern, Helge Skoog som privatdetektiven Ture Sventon, Nils Moritz som Herr Omar, Lena Nyman som Sventons sekreterare Fröken Jansson samt Johan Ulveson som skurken Ville Vessla.
Filmen har även visats i SVT med namnet Ture Sventon och Isabella.

## Handling
Under en föreställning försvinner direktör Gustafssons ögonsten, hästen Isabella spårlöst och han kontaktar privatdetektiv Sventon. När han för undersökningens skull ser föreställningen så möter han sin gamle vän Omar från Egypten och tillsammans gör de upp en plan för att hitta hästen.

## I rollerna
- Helge Skoog - Privatdetektiven Ture Sventon
- Nils Moritz - Herr Omar
- Lena Nyman - Fröken Jansson
- Loa Falkman - Direktör Gustafsson (Rinaldo)
- Lena Strömdahl - Fru Gustafsson (Rinaldo)
- Johan Ulveson - Ville Vessla
- Thomas Roos - Kosacken från Kjula
- Peter Harryson - Direktören
- Johan Rabaeus - Hästskötare Larsson
- Brita Borg - Gamla Fru Gustafsson (Rinaldo)
- Lars Dejert - Pedal- Nisse
- Ulf Eklund - Kalle På Hjul
- Stephan Karlsén - Schimpansskötaren
- Eskil Steenberg - Lill-Erik Gustafsson (Rinaldo)
- Jannie Lilja - Lill-Vanja Gustafsson (Rinaldo)